# 石一歌
石一歌前身是“复旦大学、上海师大复课教材编写组（《鲁迅传》编写小组）”，于1972年按照周恩来大学文科复课的指示在上海成立，隶属于上海市委写作组。小组工作地在复旦大学学生宿舍十号楼，组长是上海师范大学（今华东师范大学）的教师陈孝全，副组长是复旦大学的教师吴欢章，主要成员还有原上海京剧院的高义龙、工农兵学员夏志明、邓琴芳，共五人。其他成员还有复旦大学工农兵学员周献明、林琴书，原上海社会科学院文学研究所王一纲，复旦大学中文系教师江巨荣、上海戏剧学院青年教师余秋雨，以及当时师大二附中的语文教师孙光萱。编写组编出的主要教材是《鲁迅小说选》、《鲁迅杂文选》、《鲁迅散文诗歌选》，署名为“复旦大学、上海师大教材编写组”。1973年2月，这个教材编写组的工农兵学员，还编写过一本给少年儿童读的《鲁迅的故事》，由上海人民出版社出版，由于是非教材类，署名“石一歌”。“石一歌”是“十一个”成员的谐音。
1973年底前，吴欢章、余秋雨等都离开了小组，小组人数减少，仅剩陳孝全、孫光萱、夏志明、江巨榮等四人。1974年，小组搬出复旦大学校舍，迁移到巨鹿路上海作家协会所在地，後來補充了吳立昌、劉崇義、曾文淵等三人。由于离开了大学，也不再从事教材编写工作，小组正式更名为“石一歌”。搬迁后的“石一歌”是思想左倾的文学传记编写团体，但是没有留下任何重要作品；并不是什么政治组织，也没有任何证据证明接到过外界的直接政治指令，属于上海写作组的“外围”。参与过这个小组前后所有人中，除了余秋雨在十几年后升任上海戏剧学院院长，之后更凭借散文创作成为国际知名的作家外，其他人始终默默无闻。

## “石一歌”和余秋雨
中國著名学者、作家余秋雨是原教材编写组成立时的成员之一。有传闻说1972年时26岁的余秋雨是其中年紀最輕的成员；但是由于小组内有四名工农兵大学生，这种说法不可靠。据“石一歌”活跃成员孙光萱说，余秋雨曾建議將“石一歌”改為“石一戈”，未被該組組長陳孝全採納。1973年2月署名“石一歌”的《鲁迅的故事》，由上海人民出版社出版，主要是给少年儿童看的读物。余秋雨自述这是他第一次看到“石一歌”这个署名，而这本书的作者是小组内的几个工农兵大学生。
1973年5月14日，余秋雨离开编写组。孙光萱认为他被调到康平路141号上海写作组本部，负责联系“石一歌”；但是余秋雨自述是被疑患肝炎前后，居住在康平路183号三楼，同一栋楼内还有其他复旦大学的教师，其后借病离开了上海到浙江奉化隐居读书。在上海写作组系统的清查档案里，存有1975年11月“反击右倾翻案风”开始，到1976年10月“四人帮”倒台期间，即文革后期政治问题最严重的时期内，上海写作组系统的全部会议记录，包括中央文件传达会、大批判动员会、选题策划会、务虚会四类，共有271次会议，不同的参加人员共计有467人，但是其中没有余秋雨的名字。1973年11月，余秋雨曾在《学习与批判》上发表《尊孔与卖国之间——从鲁迅与胡适的一场斗争谈起》，但署名不是“石一歌”或者任何其它组织团体，而是“秋雨”。
1976年10月中旬，正逢“四人帮”倒台，但是为顾及国际影响，被疑有政治问题的上海写作组主要领导朱永嘉仍然被命令按与日本先前的约定进行了友好访问。9月刚刚从奉化返回上海的余秋雨被指示以“石一歌成员”名义参加访问日本代表团，据余秋雨自述是同时担任监视团长朱永嘉的任务，并拟定朱永嘉发言稿。朱永嘉访问归来，在飞机场即被带走隔离审查，他回忆自己并不知道余秋雨当时有监视他的任务，并且他计划余秋雨随团出访是在“四人帮”倒台前。
二十世纪九十年代后期，随着余秋雨的散文集在国内外华人中广为流传之后，出现了指称余秋雨为“文革余孽”，要求余秋雨忏悔的声音。2000年4月孫光萱在《文學報》1134期上發表《正視歷史輕裝前進——讀〈余秋雨的一封公開信〉》，自称正式揭發余秋雨的過去。2004年8月，余秋雨在半自传形式的《借我一生》一书中，否認自己為“石一歌”成員。在《借我一生》中被化名“金牙齒”的孫光萱認為，余秋雨在书中避重就輕，回避事實。
此后余秋雨曾“出于幽默”，在全国媒体提出悬赏，如果有人能找出出自他手并署名“石一歌”的任何一篇、一段、一行或者一句文字，他情愿支付全年年薪并在全国媒体公开道歉，结果在持续了一年多的公开“悬赏”期间内并无人回应。